# Woltersdorf (Lauenburgo)
Woltersdorf  é um município da Alemanha, distrito de Lauenburgo, estado de Schleswig-Holstein.